# Blažejovice
Blažejovice (en allemand : Blaschejowitz) est une commune du district de Benešov, dans la région de Bohême-Centrale, en Tchéquie. Sa population s'élevait à 111 habitants en 2020.

## Géographie
Blažejovice se trouve à 15 km au nord-ouest de Humpolec, à 42 km à l'est-sud-est de Benešov et à 75 km au sud-est de Prague.
La commune est limitée par Dolní Kralovice au nord, par Snět à l'est, par Píšť au sud et par Děkanovice et Tomice à l'ouest.

## Histoire
La première mention écrite du village date de 1352.

## Administration
La commune se compose de deux quartiers :
- Blažejovice
- Vítonice